# Chiesa di Sant'Egidio (Parma)
La chiesa di Sant'Egidio è un luogo di culto cattolico dalle forme neoclassiche, situato in strada Chiesa di Eia a Eia, frazione di Parma, in provincia e diocesi di Parma; è sede di una parrocchia compresa nella zona pastorale della città.

## Storia
Il luogo di culto fu originariamente costruito in epoca medievale; la più antica testimonianza della sua esistenza risale al 1028, quando la cappella fu menzionata in un atto di vendita da parte di Ildegarda, moglie del longobardo Oddone.
Nel 1230 la Capelle de Elio fu citata nel Capitulum seu Rotulus Decimarum della diocesi di Parma tra le dipendenze della pieve di San Pancrazio.
Nel 1354, nell'Estimo diocesano, fu menzionata per la prima volta la dedicazione della chiesa a sant'Egidio.
Nel 1520 la cappella fu nominata tra le dipendenze del Capitolo della Cattedrale di Parma, ma entro il 1564 fu elevata a sede parrocchiale autonoma.
Nel corso del XVIII secolo il piccolo tempio fu ampliato con la costruzione della navata destra; quella sinistra fu invece edificata soltanto alla fine del secolo successivo.
Tra il 1960 e il 1969 il luogo di culto fu sottoposto ad alcuni lavori di ristrutturazione, col rifacimento delle pavimentazioni e l'aggiunta delle vetrate nelle due monofore absidali.

## Descrizione

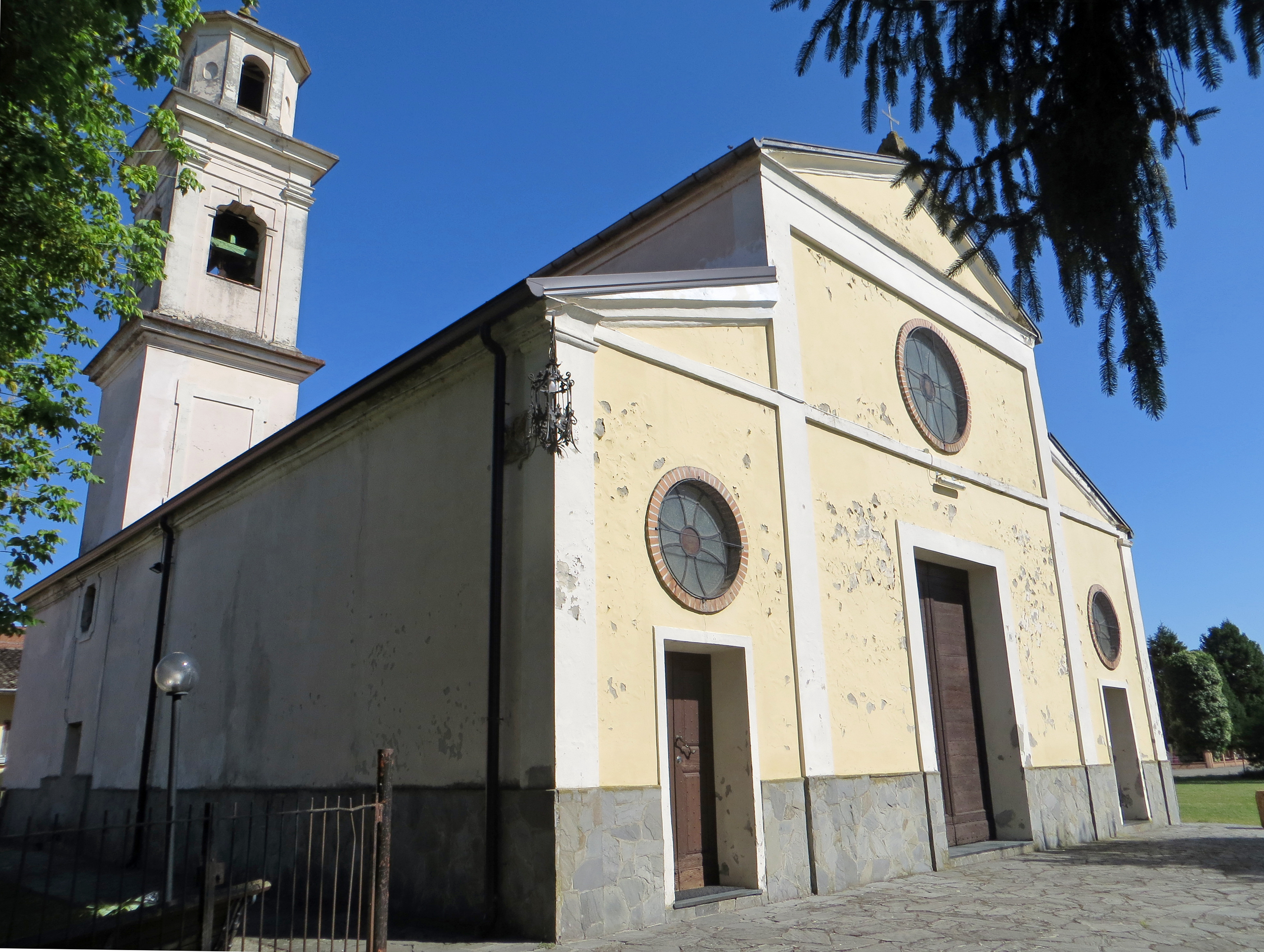
Facciata e lato nord

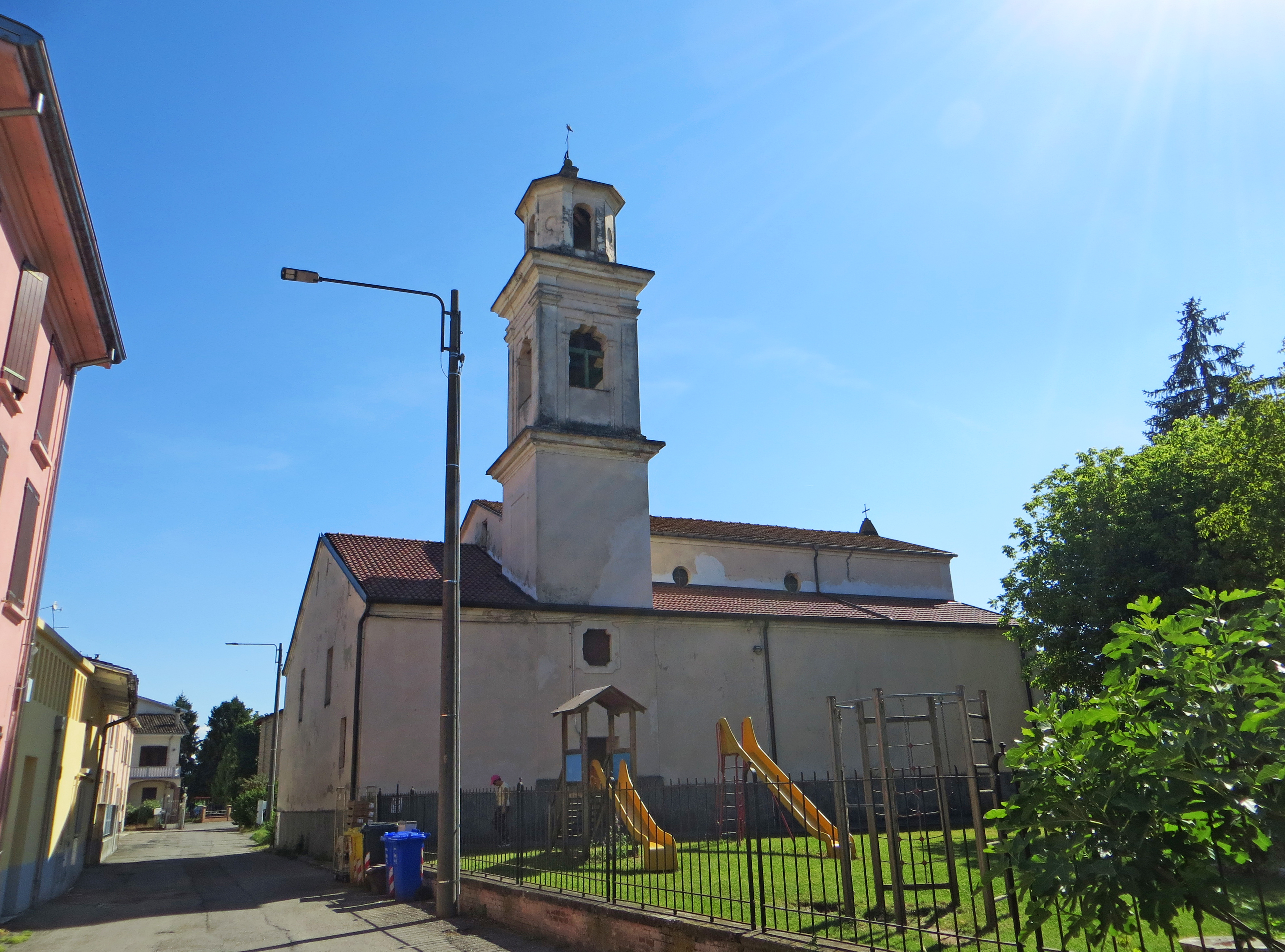
Presbiterio e lato nord

La chiesa si sviluppa su un impianto a tre navate, con ingresso a ovest e presbiterio a est.
La simmetrica facciata a salienti, interamente intonacata come il resto dell'edificio, è scandita orizzontalmente in due parti da un sottile cornicione. Inferiormente si elevano su un alto zoccolo basamentale quattro lesene; nel mezzo è collocato l'ampio portale d'ingresso principale, inquadrato da una cornice; ai lati si aprono i due portali d'accesso secondari, incorniciati e sormontati da grandi oculi con cornici in mattoni. Superiormente lo spazio centrale è delimitato da due lesene; nel mezzo è posto un ampio rosone con cornice in laterizio; ai lati lungo gli spioventi del tetto si allunga un cornicione in lieve aggetto. A coronamento si staglia un frontone triangolare con cornice modanata.
Dai fianchi dell'alta navata centrale aggettano i più bassi volumi delle navatelle; al termine del lato sinistro, si erge su due ordini, separati da una fascia marcapiano modanata, il campanile, accessibile attraverso un'apertura alla base e illuminato da una finestra con cornice mistilinea; la cella campanaria si affaccia sulle quattro fronti attraverso ampie monofore ad arco mistilineo, delimitate da lesene coronate da capitelli dorici; in sommità si eleva oltre il cornicione una lanterna a pianta ottagonale, illuminata da quattro finestre.
All'interno la navata centrale, coperta da una volta a botte lunettata, è suddivisa dalle laterali, chiuse superiormente da una serie di volte a crociera, attraverso tre arcate a tutto sesto, rette da pilastri decorati con lesene doriche a sostegno del cornicione perimetrale di coronamento; al termine della navatella destra si trova la cappella del battistero, mentre sul lato opposto è collocata la sagrestia.
Il presbiterio, lievemente sopraelevato, è preceduto dall'arco trionfale a tutto sesto; l'ambiente, coperto da una volta a botte decorata con affreschi, accoglie l'altare maggiore a mensa in legno, aggiunto tra il 1970 e il 1980; sul fondo, ai lati dell'ancona tardo-settecentesca e dell'antico altare maggiore barocco marmoreo, si aprono due monofore ad arco a tutto sesto, chiuse da vetrate istoriate.
La chiesa conserva alcune opere di pregio, tra cui un tronetto espositivo settecentesco, una copia della Madonna di San Girolamo, due quadri seicenteschi raffiguranti i Quindici misteri del Rosario e altri dipinti, rappresentanti Sant'Egidio, il Profeta Elia e la Sosta della Sacra Famiglia durante la Fuga in Egitto.